# بسو
بسو (به اسپانیایی: Bozoó) یک شهرستان در اسپانیا است.